# 里克·迪奥
里克·迪奥 （英語：Rick Dior，1947年4月9日—1998年10月26日），美国音频工程师。他因电影阿波罗13号赢得了奥斯卡最佳音响效果奖。1970年至1998年间，迪奥共参与制作了80多部电影。

## 部分影视作品
- 辣身舞 (1987)
- 暴劫梨花 (1988)
- 天生赢家（英语：Bob Roberts） (1992)
- 塘鹅暗杀令（英语：The Pelican Brief (film)） (1993)
- 死囚漫步 (1994)
- 阿波罗13号 (1995)[1]
- 赎金（英语：Ransom (1996 film)） (1996)